# Альоша Кемлайн
Альоша Кемлайн (нім. Aljoscha Kemlein, нар. 2 серпня 2004, Берлін, Німеччина) — німецький футболіст, опорний півзахисник берлінського «Уніона».

## Ігрова кар'єра

### Клубна
Альоша Кемлайн є вихованцем молодіжних академій берлінських клубів СК «Берлінер» та «Уніон». 1 вересня 2022 року футболіст підписав з «Уніоном» перший професійний контракт. І першу гру на професійному рівні півзахисник провів 20 серпня 2023 року у чемпіонаті Німеччини проти «Майнца».
У січні 2024 року Кемлайн відбув в оренду у клуб Другої Бундесліги — «Санкт-Паулі», де грав др кінця сезону і виборов з клубом підвищення в класі. Після завершення оренди Кемлайн повернувся до «Уніона».

### Збірна
З 2022 року Альоша Кемлайн є гравцем юнацьких збірних Німеччини.

## Титули
Санкт-Паулі
- Переможець Другої Бундесліги: 2023/24